# Pedro Azogue
Pedro Jesús Azogue Rojas (Santa Cruz de la Sierra, 6 de dezembro de 1994) é um futebolista profissional boliviano que atua como meia-atacante, atualmente defende o Oriente Petrolero.

## Carreira
Pedro Azogue fez parte do elenco da Seleção Boliviana de Futebol da Copa América de 2016.